# خرس‌واش بریتون
خرس‌واش بریتون (نام علمی: Nolina brittoniana) نام یک گونه از سرده خرس‌واش است.